# Gigantes y cabezudos (zarzuela)
Gigantes y cabezudos es una zarzuela en un acto y tres cuadros, con libreto de Miguel Echegaray y Eizaguirre y música del maestro Manuel Fernández Caballero. El principal papel femenino se escribió para la gran cantante riojana Lucrecia Arana. Se estrenó en el Teatro Principal de Zaragoza , con gran éxito, el martes 29 de noviembre de 1898.

## ¿Qué son?
Los "Gigantes y cabezudos” —a los que hace referencia el título de la obra— son las figuras de cartón piedra que desfilan, a modo de caricatura, en pasacalles, verbenas y fiestas, costumbre de origen medieval muy popular todavía en pueblos y ciudades de Aragón, La Rioja, Cataluña, Comunidad Valenciana, Andalucía, Extremadura, Castilla y León , Castilla-La Mancha y norte de España. “Los Gigantes” intervienen al final de la obra.

## Argumento
La escena transcurre en la plaza de un mercado en Zaragoza, donde comienza una discusión entre dos vendedoras, Antonia y Juana. El tío Isidro (carnicero) viene a separarlas. En esto aparece Timoteo, qué es el guardia municipal, y les cuenta que el Ayuntamiento les va a aumentar los impuestos, a lo que ellas se rebelan, “Anda ve y dile al Alcalde”. En la misma plaza, Pilar, una bella aragonesa, narra que su novio, Jesús, está en la guerra de Cuba, y le ha enviado una carta que ella no puede leer porque no sabe. Entra en escena un sagaz sargento, que también está enamorado de la chica, se inventa la historia de que su novio se ha casado en Cuba. “Los aragoneses somos Gigantes por nuestra fuerza de voluntad y Cabezudos por nuestra tozudez”, canta ella misma.
Después de dejar claro, que ella esperará a su novio, pase lo que pase, este, regresa de Cuba, acompañado de un grupo de compañeros soldados (Escena Coro de Repatriados). Entonces, Jesús, como se llama el novio, habla con su amigo, el Sargento, que le cuenta que Pilar se ha casado. Aun así, el novio, muy tozudo, afirma que, a pesar de todo, se casará con ella.
Pilar, que no acaba de creer lo que el sargento le había contado, se encuentra con él en las verbenas del Pilar y, para cerciorarse de que no le ha mentido, le vuelve a pedir que le lea una carta —esta vez sí conoce el contenido—. El Sargento, fiel a su engaño, llega a decirle que Jesús no volverá porque ha muerto en la guerra. Esta mentira enfada a Pilar, que intenta agredir al municipal. Este, a la vista de verse descubierto, confiesa toda la verdad, y Pilar, comprensiva, le perdona. El momento cumbre de la obra viene luego cuando, a la salida de la procesión, Pilar y Jesús se vuelven a encontrar. 

### Índice de escenas
1. Introducción y disputa “Hay que separarlas, van a hacerse mal”. Escena de las vendedoras “Tiene un carácter como una fiera”. Salida de Timoteo “Ya Timoteo viene hacia acá” y tiempo de jota “Anda ve y dile al Alcalde”.
2. Romanza de Pilar “¡Esta en su carta! ¡Esta es su carta!"
3. Jota “No nos asusta nada en la tierra…..Si las mujeres mandasen”. Motín de las mujeres “No hay que ceder, no hay que ceder, hay que luchar”.
4. Coro de repatriados “Por fin te miro, Ebro famoso”.[3]
5. Coro “Zaragoza de gala vestida está”. Jota de los de "Calatorao” “Por ver a la Pilarica”. Salida de los gigantes y cabezudos “Cuando era niña y jugaba”. Jota “Grandes para los reveses…. luchando tercos y rudos”.
6. Salve “Se marchó de seguro, desesperado”.

## Adaptación al cine
En 1969 se rueda una película para televisión, dirigida por José Antonio Páramo y con dirección musical de Federico Moreno Torroba y con el siguiente reparto:
| Personaje  | Intérpretes           | Intérpretes     |
| Personaje  | Actor / Actriz        | Cantante        |
| Pilar      | María José Alfonso    | Isabel Rivas    |
| Jesús      | Emilio Gutiérrez Caba | Carlo del Monte |
| Sargento   | Manuel Zarzo          |                 |
| Antonia    | Queta Claver          | Elena Guadaño   |
| Timoteo    | Alfonso del Real      | Jesús Aguirre   |
| Tío Isidro | José Franco           | Ramón Alonso    |
| Vicente    | Raúl Sender           |                 |
| Juana      | María Luisa Arias     | Rosa Sarmiento  |
| Pascual    | José Luis Sanjuan     |                 |
| Pepa       | Tania Ballester       |                 |